# Paul Gallico

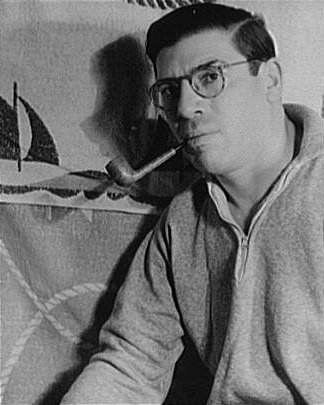
Paul Gallico

Paul William Gallico (New York, 26 juli 1897 - Antibes, 15 juli 1976) was een Amerikaans sportjournalist en (vanaf 1930) schrijver. Als schrijver is hij vooral bekend van The Snow Goose (1940) en The Poseidon Adventure (1967). Dit laatste boek is meermalen verfilmd; de eerste verfilming in 1972 zette de standaard voor het genre van de rampenfilm.

## Invloed
In 1975 bracht de Britse progressieve-rockband Camel het album Music inspired by The Snow Goose uit, gebaseerd op The Snow Goose. Aanvankelijk zou het album dezelfde titel krijgen als het boek, maar omdat de schrijver niet wilde worden geassocieerd met een band die de naam droeg van een sigarettenmerk transformeerde de band de titel met de toevoeging 'Gebaseerd op'.